# Apamea cyanea
Apamea cyanea là một loài bướm đêm trong họ Noctuidae.